# Липник (Разградская область)
Липник (болг. Липник) — село в Болгарии. Находится в Разградской области, входит в общину Разград. Население составляет 575 человек.

## Население
По данным переписи населения 2011 года в селе проживали 554 жителя.
Национальный состав населения села:
| Национальность  | Чел. | %     |
| --------------- | ---- | ----- |
| турки           | 453  | 91,1% |
| болгары         | 40   | 8,0%  |
| не определились | 4    | 0,8%  |
| Всего опрошено  | 497  |       |

## Политическая ситуация
В местном кметстве Липник, в состав которого входит Липник, должность кмета (старосты) исполняет Сабри Хасанов Хюсеинов (Движение за права и свободы (ДПС)) по результатам выборов правления кметства.